# Deccio di Brancoli

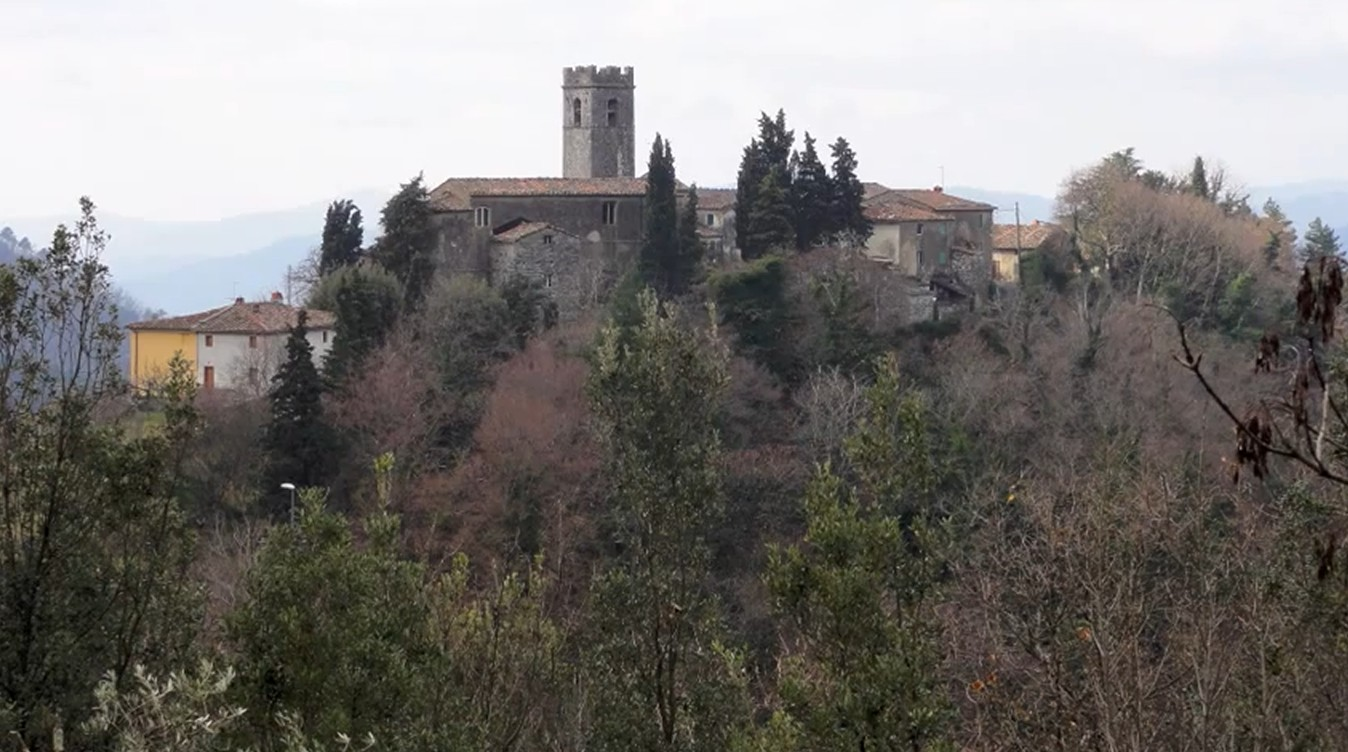
De San Frediano in Deccio di Brancoli in de herfst

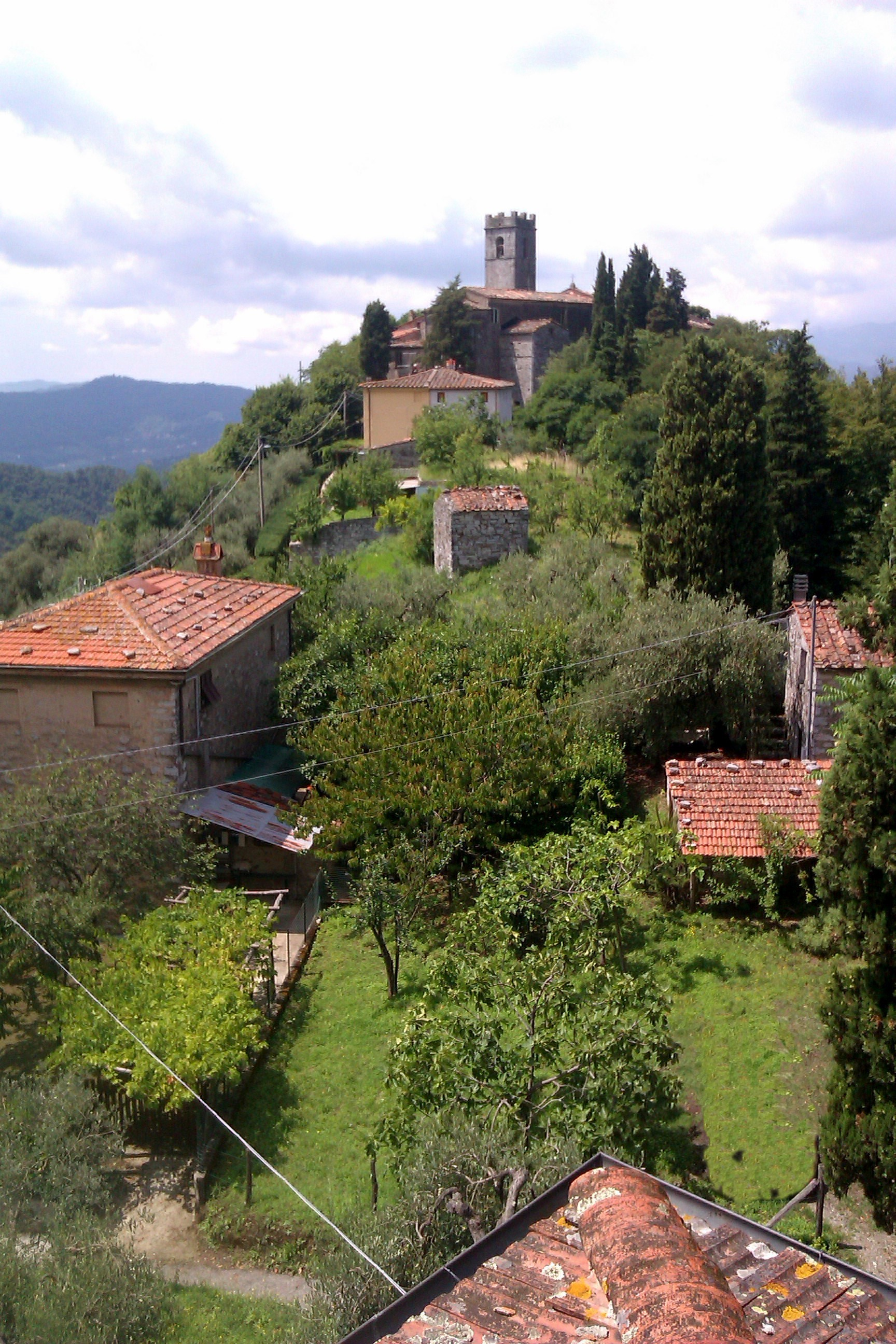
In het dorp

Deccio di Brancoli  is een Italiaans dorp in de Brancolaria, dat valt onder de gemeente Lucca.

## Geschiedenis
Op de heuvelrug (ca. 500 meter hoog) van oost naar west, waarop het dorp staat, stond in eerste instantie een wachttoren of klein kasteel (castellaccio). Deze versterking was onderdeel van een verdedigingslinie voor de vlakte van Lucca (Piana di Lucca). De restanten van de toren zijn terug te vinden aan de westkant van het dorp. Deze verdedigingslinie is ontstaan als gevolg van de inval van Hannibal, die in 218 voor Christus tijdens de Tweede Punische Oorlog zijn leger door dit gebied (Toscaanse Apennijnen) verder Italië in leidde.
In het dorp komen de wegen samen uit Lucca en Matraia. In de schaduw van de wachttoren ontstond in de loop der jaren Deccio di Brancoli. De kerk, gewijd aan San Frediano (een uit Ierland afkomstige geestelijke en later in de zesde eeuw bisschop van Lucca) komt voor het eerst voor in een document in het bisdom van Lucca uit 774 (Duitse periode). De huidige kerk is ontstaan uit verbouwingen uit de zestiende en de achttiende eeuw. Het dorp zoals we het nu kennen is waarschijnlijk ontstaan in de periode van de negende en tiende eeuw.
Tijdens de Tweede Wereldoorlog is rond het dorp hevig gevochten tussen de Amerikaanse en Duitse legers. Het lag in de zogenaamde Gotische Linie, een door de Duitsers gebouwde 320 km lange verdedigingslinie in Noord-Italië.
Het aantal inwoners is in de twintigste eeuw flink afgenomen: waren er in 1832 nog 191 inwoners en in 1837 187 inwoners uit 37 families, anno 2014 telt het dorp nog 13 inwoners.

## Omgeving
Deccio is een van de dorpen in het heuvelgebied Brancoli dat ten noorden van de stad Lucca ligt. De andere dorpen zijn San Giusto di Brancoli, Sant' Illario di Brancoli, Gignano di Brancoli, Pieve di Brancoli, San Lorenzo di Brancoli, Piazza di Brancoli en Ombregio di Brancoli.